# Deathcrush
Deathcrush ist eine erstmals 1987 veröffentlichte EP von Mayhem, die in der Black-Metal-Szene Kultstatus erreicht hat. Die EP gilt als eine der ersten Veröffentlichungen des Genres.

## Entstehungsgeschichte
Nach Veröffentlichung des Demos Pure Fucking Armageddon, dessen Erstauflage auf 100 Stück limitiert war, und mehreren kleinen Konzerten, u. a. in Deutschland, trennte sich Mayhem im Sommer 1986 vom damaligen Sänger Eirik „Messiah“ Nordheim. Er wurde daraufhin durch Sven Erik „Maniac“ Kristiansen ersetzt, den sie von der Ein-Mann-Band Septic Cunts kannten. Nach mehreren Proben entstand 1987 das Material zu ihrem dritten Demo Deathcrush. Die Band nahm von Februar bis März das Material in den Creative Studios in Kolbotn auf. Eine LP-Version erschien auf dem bandeigenen Label Posercorpse Music und wurde auf 1000 Exemplare limitiert. Diese Erstveröffentlichung gilt heute als gesuchte Rarität. Das Cover zeigte die abgeschnittenen Hände eines Diebes in Mauretanien vor rotem Hintergrund. Die Erstveröffentlichung erschien auf Grund eines Pressfehlers mit rosa Hintergrund. Auf der Rückseite befindet sich eine Widmung an Metalion vom Slayer-Fanzine. Deathcrush stellte zugleich die letzte Veröffentlichung mit Manheim und vorerst auch mit Maniac dar, die beide kurz danach die Band verließen.
Auf dem Cover befindet sich über dem Bandlogo der Zusatz „the true“ (englisch für: ‚die Wahren‘), da mehrere Bands mit dem Namen „Mayhem“ existierten.

### CD-Veröffentlichung
Der Stil dieser Veröffentlichung machte Mayhem im Underground recht bekannt. Auf Grund der finanziellen Situation sollten aber sechs Jahre vergehen, bis die CD-Version und eine Vinylausgabe auf Euronymous’ Label Deathlike Silence Productions erscheinen sollten.
Mit der CD-Veröffentlichung von 1993 wurde die Widmung an Metalion in das Booklet verschoben und auf der Rückseite durch das „No Fun – No Core – No Mosh – No Trends“-Logo ersetzt. In einem durchgestrichenen Kreis befindet sich die Death-Metal-Produzentenlegende Scott Burns, die damals für Mayhem alles verkörperte, was sie an der gegenwärtigen Situation im Death Metal störte. Dieses Logo ist in Abwandlungen auch auf weiteren Deathlike-Silence-Produktionen zu finden.

“It’s a big trend today to look totally normal with these goddamn jogging suits and sing about "important matters", and call it Death Metal. These people can die, they have betrayed the scene. Death Metal is for brutal people who are capable of killing, it’s not for idiotic children who want to have funny hobby after school. […] . I’d like to see a scene where the music is something gruesome and evil that normal people fear, and where the people in the scene all look like Hellhammer or old Sarcofago, spikes and chains rule!”

„Es ist ein großer Trend heute absolut normal auszusehen, mit diesen verdammten Jogginganzügen und über „wichtige Dinge“ zu singen, und das dann Death Metal zu nennen. Diese Leute können sterben, sie haben die Szene betrogen. Death Metal ist Musik für brutale Leute, die zum Töten fähig sind, nicht für idiotische Kinder, die ein lustiges Hobby nach der Schule haben wollen. [...] Ich möchte eine Szene sehen, in der die Musik so grausam und böse ist, dass sich normale Leute davor fürchten, und in der die Angehörigen dieser Szene alle wie Hellhammer oder die alten Sarcófago aussehen. Nieten und Ketten sind großartig!“

## Titelliste
1. Silvester Anfang – 1:56
2. Deathcrush – 3:33
3. Chainsaw Gutsfuck – 3:32
4. Witching Hour – 1:49
5. Necrolust – 3:37
6. (Weird) Manheim / Pure Fucking Armageddon – 2:58

## Liedinfos
Silvester Anfang, das Intro des Albums, wurde von Conrad Schnitzler, einem Berliner Pionier experimenteller Synthesizer-Musik, komponiert. Aarseth war Fan von Schnitzlers Musik und hatte ihn zuvor in Deutschland kennengelernt.
Witching Hour ist eine Coverversion von Venom. (Weird) Manheim ist ein von Manheim gespieltes Piano-Intro zum Lied Pure Fucking Armageddon. Pure Fucking Armageddon ist eine Neuaufnahme eines Stücks von der gleichnamigen Demoaufnahme.
Auf dem Demo und der ersten LP-Version befand sich noch ein Outro, welches auf späteren Veröffentlichungen nicht mehr auftauchte. Das Outro ließ sich zeitweilig auf der offiziellen Homepage der Band herunterladen.